# 五里合テレビ中継局
五里合テレビ中継局（いりあいテレビちゅうけいきょく）は、秋田県男鹿市にあるデジタルテレビ中継局である。

## 概要
- これまで男鹿市内では、秋田送信所や戸賀中継局などを受信していたが、混信などの影響を解消するために開局した。
- 秋田県内では寒風山中継局に次いで2番目のデジタル単独の中継局、テレビ放送の完全デジタル化後としては秋田県はもとより東北地方で最初のデジタル中継局となった。
- また、NHK秋田放送局・秋田放送と秋田テレビ・秋田朝日放送では出力が異なるため、放送エリアも異なる。これは、寒風山中継局の設置が関係している。

## 送信施設概要
| リモコンキーID | 放送局名          | 物理チャンネル | 空中線電力 | ERP | 放送対象地域 | 放送区域内世帯数 |
| 1              | NHK秋田総合テレビ | 42ch           | 1.2W       | 36W | 秋田県       | 約2000世帯       |
| 2              | NHK秋田教育テレビ | 31ch           | 1.2W       | 37W | 全国         | 約2000世帯       |
| 4              | ABS秋田放送       | 44ch           | 1.2W       | 36W | 秋田県       | 約2000世帯       |
| 5              | AAB秋田朝日放送   | 40ch           | 3W         | 48W | 秋田県       | 約5000世帯       |
| 8              | AKT秋田テレビ     | 46ch           | 3W         | 48W | 秋田県       | 約5000世帯       |

## 放送エリア
- NHKとABS…男鹿市の一部。
- AKTとAAB…南秋田郡大潟村の全域と男鹿市･山本郡三種町･南秋田郡八郎潟町の各一部。

## 歴史
- 2011年（平成23年）
  - 8月12日…予備免許交付。
  - 11月中旬…試験放送開始。
  - 11月28日…本免許交付。
  - 12月1日…本放送開始。